# Avenue de Montolivet
L’avenue de Montolivet est une voie marseillaise.

## Situation et accès
Cette avenue,  située dans les 4e et 12e arrondissements de Marseille, est l’artère principale du quartier éponyme qui le relie directement au centre-ville. Elle débute sur le boulevard Françoise-Duparc qui constitue la rocade du Jarret dans le quartier des Chartreux, gravit la colline éponyme, traverse le lieu-dit du « Petit Bosquet » où se trouvent de nombreuses résidences, le parc de la Moline ainsi que le noyau villageois du quartier. Elle se termine en petit chemin étroit derrière le quartier à proximité du chemin de l’Oule.
L’avenue de Montolivet est desservie par les lignes de bus    du réseau RTM.

## Origine du nom
L'origine du nom, provenant du quartier éponyme, reste sujette à discussion ; certains historiens pensent qu'ils proviennent de la famille de Montolieu, d'autres font l'hypothèse d'une ressemblance du lieu avec le Mont des Oliviers de Jérusalem.

## Bâtiments remarquables et lieux de mémoire
- Le centre gérontologique départemental
- Le parc de la Moline
- Le bar de la Paix
- L’église Saint-Fortuné-de-Montolivet